# Francisco Lequerica
Francisco José Lequerica Otero (Cartagena de Indias, 1978) es un compositor, director de orquesta y escritor colombiano.

## Biografía
Creció en varias ciudades. Estudió música en el Conservatorio Teresa Berganza de Madrid y asistió a clases de clavecín y continuo en el Conservatorio de El Escorial. Estudió con la pianista española Rosa María Kucharski y en el Royal Holloway College de Londres, principalmente bajo John Woolrich. En Canadá, fue estudiante de Michel Gonneville, un alumno de Stockhausen, en el Conservatorio de Música de Montreal, y de Michel Longtin en la Universidad de Montreal.
Bajo el pseudónimo de Frans Ben Callado, publicó dos libros de poesía en francés, tradujo a la autora Kim Doré al español y al inglés y participó, en 2010, en el Festival de Poesía de Colima y en el 40 aniversario de La Nuit de La Poésie. Su obra Black Boxes fue estrenada en el Glenn Gould Studio de Toronto en 2008. Fue pianista acompañante de ballet y miembro fundador del colectivo de rock experimental Concorde Crash.
Fue profesor de música en la Institución Universitaria Bellas Artes y Ciencias de Bolívar (UNIBAC) así como en la Universidad Reformada de Barranquilla, y dirigió la Orquesta Sinfónica de Bolívar, entre otras orquestas. En 2015, fue ganador suplente del Premio Nacional de Música del Ministerio de Cultura con su obra Kuien Uákai. Fundó el grupo de rock Efebo Zambo y fue invitado a participar en el Festival Santa Lucía en Monterrey (Nuevo León). Ha colaborado con Paolo Buggiani y Krzysztof Penderecki, quien eligió su obra Balsa Muisca para el Festival de Música Sacra de Bogotá en 2017. Dirigió una producción de La Traviata de Giuseppe Verdi en Cali, en 2018. Fundó, junto con el compositor Luis Jerez, la Camerata Heroica en 2019, orquesta con la que se proyectó una visión pionera de la actividad sinfónica en la región y para la cual compuso y arregló repertorio original.
Lequerica desarrolló la champeta sinfónica y estrenó la obra Pickó Sinfónico en 2018, con la participación de artistas populares de champeta como Mr. Black, Viviano Torres y Papoman. Tras una polémica con el Cartagena Festival Internacional de Música, se estrenó con éxito su obra Pickó Brevis en la edición de enero de 2020, que definió como "parte de un proceso de descolonización estética". En 2020, durante la Pandemia de enfermedad por coronavirus de 2019-2020, compuso la obertura Los Malandrines y publicó Bailar con rebeldes, su primera novela en español, y el libro Deterioro de rituales (y otros relatos), con la editorial 9editores. Su obra Benkos ganó el Premio a Composición Musical del Distrito de Cartagena en 2020. Desde 2022, escribe una columna en el diario El Universal. En 2023, participó componiendo y arreglando material sinfónico para el Cine-Concierto del FICCI.